# Sciades binhanus
Sciades binhanus är en skalbaggsart som först beskrevs av Maurice Pic 1926.  Sciades binhanus ingår i släktet Sciades och familjen långhorningar. Inga underarter finns listade i Catalogue of Life.